# Irlands delning
Irlands delning syftar på att Irland, vilket omfattar huvudön Irland, territorialvatten och andra utomliggande öar som exempelvis Great Island, Achill, Gorumna, Arranmore, Skellig Michael, Rathlin, med flera, är delat mellan två olika territoriella jurisdiktioner; nämligen Republiken Irland och Förenade konungariket Storbritannien och Nordirland, där Nordirland utgör en självstyrande riksdel. Irlands delning (engelska: Partition of Irland, iriska: Críochdheighilt na hÉireann) ställs ofta i motsats till upprättandet av ett oberoende och politiskt enat Irland (engelska: United Irland), en förhoppning som delas av många irländare. Majoriteten i Nordirland har dock velat vara kvar i union med Storbritannien, vilket inneburit ett hinder mot ett enande. Långfredagsavtalet 1998 var en avgörande händelse i den då tre årtionden långa Nordirlandkonflikten, där parterna i Nordirland, samt Republiken Irland och Förenade konungariket Storbritannien och Nordirland, kom överens om att ett enat Irland endast skulle kunna uppnås med fredliga medel och med stöd av demokratiska majoriteter i bägge delar av ön.
Delningen av Irland är en följd av de lagar och avtal som med början av 1920 introducerade irländskt självstyre inom Förenade kungariket Storbritannien och Irland och Anglo-irländska avtalet som 1922 upprättande en självstyrande irländsk fristat inom Brittiska imperiet. Fredsavtalet gav Irlands samtliga 32 grevskap rätten att lämna den union som upprättats 1801, men det gav också de sex nordliga grevskapen självstyre i rätten att välja om de ville tillhöra ett enat Irland (engelska: United Ireland) eller stanna kvar inom Förenade kungariket (engelska: United Kingdom).
Genom Balfourdeklarationen 1926 och Westminsterstatuten 1931 erhöll de brittiska dominierna, inklusive Irländska fristaten, ett sådant oberoende i lagstiftningshänseende från den brittiska regeringen i London och parlamentet i Westminster att man på egen hand skulle kunna uppnå självständighet. I samband med Edvard VIII:s abdikation lade man fram och antog en ny författning som 1937 ersatte fristaten med en ny statsbildning under det iriska namnet Éire (svenska: Irland), och på engelska Ireland. År 1949 fick man lämna Samväldet efter att de sista funktionerna för monarkin avskaffats, och man antog Republiken Irland (iriska: Poblacht na hÉireann, engelska: Republic of Ireland) som en beskrivning av sin nya status.
Under författningen från 1937 hävdade den nya irländska statsbildningen rätten att under namnet Irland ensamt företräda den irländska nationen och att det nationella territoriet utgjordes av hela Irland. Detta anspråk ledde till en långvarig tvist med Förenade konungariket Storbritannien och Nordirland som fortfarande kontrollerade delar av Irland där tre tiondelar av befolkningen bodde. Det var inte förrän Långfredagsavtalet 1998 som klyftorna kunde överbryggas genom att parterna i Nordirland enades, att britterna införde ett nytt partssammansatt självstyre, att republiken avsade sig anspråken på överhöghet över Nordirland, och att nya gemensamma institutioner omfattande hela Irland (engelska: All-Ireland) skapades.

## Självstyrelselagen 1920
Den irländska självstyrelselagen 1920 (engelska: Government of Ireland Act 1920) var det fjärde försöket i det brittiska parlamentet att införa självstyre (engelska: home rule) för Irland inom den union som bildats 1801. Tanken från de första lagförslagen till irländskt självstyre under 1800-talet hade varit att införa ett begränsat självstyre, därav termen hemstyre vilket anspelade på ställningen som hemmanation inom unionen, men självstyrelselagen introducerade 1920 ett omfattande oberoende för Irland från parlamentet i Westminster. Irland skulle inom unionen styras av Irlands lordlöjtnant, vilken som representant för monarken skulle presidera över Irlands råd (engelska: Council of Ireland), en motsvarighet till unionens eget Kronråd (engelska: Privy Council).
Irländska konventet (engelska: Irish Convention) var en församling som möttes i Dublin 1917–1918 för att lösa det som kallades den irländska frågan (engelska: Irish question). Konventet sammankallades efter initiativ av den brittiske premiärministern Lloyd George och var ett resultat av händelserna under Påskupproret i Dublin 1916. I konventet återknöt unionisterna till en tidigare begäran från ulsterunionisternas ledare Edward Carson i samband med Home rule-krisen  1912 (engelska: Home Rule Crisis), om att de nio grevskapen i Ulster under en period av sex år skulle undantas från ett då föreslaget irländskt självstyre.  Propositionen för den nya självstyrelselagen arbetades fram under Walter Long i kabinettet av den så kallade Long-kommittén (engelska: Long Committee for Ireland), och konventets rekommendationer om ett undantag för Ulster följde med in i detta arbete. I utbyte mot stöd för lagförslaget accepterade unionisterna i parlamentet en uppgörelse om att minska omfattningen av undantaget från nio grevskap till sex, och utan någon begränsningstid.
Från intentionerna att upprätta ett självstyre med lagstiftande församling i Dublin ledde undantaget för Ulster fram till ett förslag om att upprätta ett varsitt parlament i Dublin och Belfast, vardera som säte för självstyrelseregionerna Sydirland (engelska: Southern Ireland) och Nordirland (engelska: Northern Ireland). Grevskapen Antrim, Armagh, Down, Fermanagh, Londonderry och Tyrone skulle tillhöra den nordliga regionen, medan Carlow, Cavan, Clare, Cork, Donegal, Dublin, Kildare, Galway, Kerry, Kilkenny, Laois, Leitrim, Limerick, Longford, Louth, Mayo, Meath, Monaghan, Offaly, Roscommon, Sligo, Tipperary, Waterford, Westmeath, Wexford och Wicklow skulle tillhöra den sydliga självstyrelseregionen av Irland.

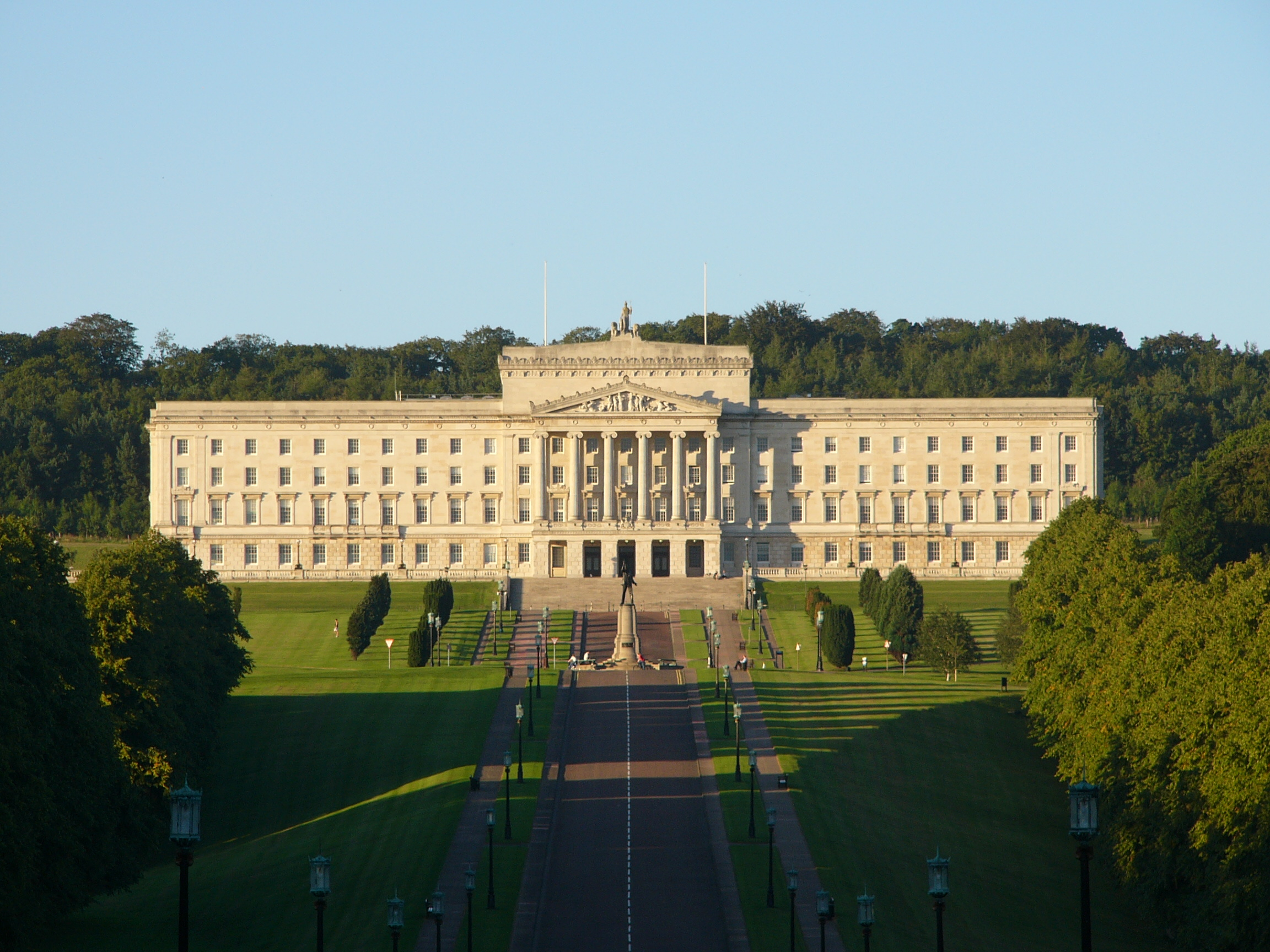
Parlamentsbyggnaden i Stormont uppfördes 1932 för Nordirlands parlament.

### Irländska självstyret
- Irlands lordlöjtnant representerande monarken och kunde på dennes vägnar kunde utdela kunglig sanktion (engelska: royal assent) i Irlands råd.
- Irlands råd hade två funktioner:
  - Att stifta lagar genom att utdela sanktion till lagförslag som beslutats om i Nord- eller Sydirlands parlament.
  - Att utfärda ytterligare lagstiftning i rådet genom så kallade order (engelska: Order in Council), samt stifta order till lag genom att utdela sanktion (engelska: King-in-Council).[24]
- Nordirlands parlament (engelska: Parliament of Northern Ireland) bestod av:
  - Monarken (engelska: King-in-Parliament), representerad av Irlands lordlöjtnant.
  - Nordirlands senat (engelska: Senate of Northern Ireland)
  - Nordirlands underhus (engelska: House of Commons of Northern Ireland)

- Sydirlands parlament (engelska: Parliament of Southern Ireland) bestod av:
  - Monarken (engelska: King-in-Parliament), representerad av Irlands lordlöjtnant.
  - Sydirlands senat (engelska: Senate of Southern Ireland)
  - Sydirlands underhus (engelska: House of Commons of Southern Ireland)

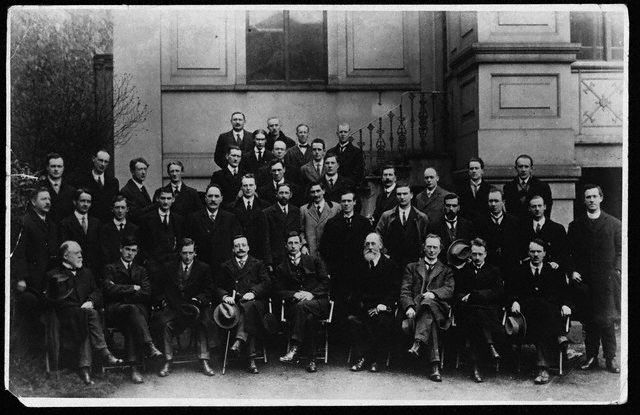
Dáil Éireann, utbrytarstaten Irländska republikens valda församling, bestod av de republikanska abstentionister som erövrat parlamentsplatser i ordinarie val, med början i det brittiska parlamentsvalet 1918.

Parlamenten avsågs i ett tidigt skede vara enkammarförsamlingar, men tillägg av ett överhus för Sydirlands parlament ledde till tankar om ett gemensamt överhus och slutligen till ett separat överhus även för Nordirland. Avsikten med Irlands råd var den brittiska regeringens förhoppning om att det via samarbete i rådet mellan republikaner och unionister skulle kunna växa fram förutsättningar för enat styre av Irland, och självstyrelselagen innehöll förberedelser för ett kommande gemensamt parlament (engelska: Parliament of Ireland) och en irländsk union (engelska: Irish union) inom Förenade kungariket.
Under implementeringen av det irländska självstyret 1921 pågick samtidigt Irländska frihetskriget, och de irländska nationalisterna som bekämpade det brittiska styret hade utropat en utbrytarstat kallad Irländska republiken (iriska: Poblacht na hÉireann, engelska: Irish Republic). Som en del av detta upprättade man ett eget styre med en lagstiftande församling kallad Dáil Éireann, en regering och bland annat en egen polisstyrka. De republikanska sidan var över huvud taget inte intresserat att delta i det brittiska styret och på grund av abstentionism kunde Sydirlands underhus aldrig sammanträda som avsett, trots att irländska parlamentsval genomförts 1921. Den brittiska regeringen bestämde sig då för att förhandla med rebellerna vilket ledde fram till att Anglo-irländska avtalet (engelska: Articles of Agreement for a Treaty Between Great Britain and Ireland) undertecknades den 6 december 1921.

## Anglo-irländska avtalet
Genom Anglo-irländska avtalet (engelska: Anglo-Irish Treaty, iriska: An Conradh Angla-Éireannach) upprättades Irländska fristaten (engelska: Irish Free State, iriska: Saorstát Eireann) ett år senare, den 6 december 1922. I avtalet hade parterna enats om att Irland dels skulle få lämna unionen och dessutom erhålla status som dominion inom Brittiska imperiet, och få samma omfattning i rätten till självstyre som Kanada redan hade.

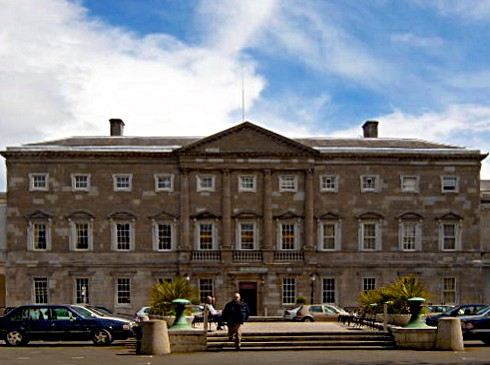
Leinster House i Dublin var säte för Oireachtas, Irländska fristatens parlament, och är idag säte för republikens Oireachtas.

### Irländska fristaten
- Irländska fristatens generalguvernör (engelska: Governor General of the Irish Free State) representerande monarken och kunde på dennes vägnar utdela kunglig sanktion i Irländska fristatens exekutiva råd, eller reservera sig i avvaktan på att monarken själv, inom ett år, skulle kunna utdela sanktion i Kronrådet (engelska: King-in-Council).
- Irländska fristatens exekutiva råd (engelska: Executive Council of the Irish Free State)
- Oireachtas (engelska: Parliament of the Irish Free State) bestod av:[29]
  - Monarken (engelska: King-in-Parliament), representerad av Irländska fristatens generalguvernör.
  - Seanad Éireann (engelska: Senate)
  - Dáil Éireann (engelska: Chamber of Deputies)

Anglo-irländska avtalet gick ut på att hela Irland fick lämna Förenade kungariket, med förbehållet att det självstyrande Nordirland självt skulle få avgöra om det ville tillhöra ett politiskt enat Irland eller utöva den rättighet som skrivits in i avtalet om att kunna stanna kvar med Storbritannien inom unionen från 1801. Nordirland åberopade den 7 december 1922, dagen efter avtalet trätt i kraft, genom en petition ställd direkt till monarken, rätten att få stanna i unionen. Georg V svarade och den 13 december kunde premiärminister Craig läsa upp monarkens bekräftelse i Nordirlands parlament. I och med Nordirlands utträde kom Irländska fristaten inte att omfatta hela Irland, så som den irländska nationalistsidan skulle önskat, utan endast 26 av de 32 grevskapen.
Detta var även bakgrunden till splittringen inom den republikanska rörelsen mellan de som stödde fredsavtalet och de som opponerade sig mot detta. Splittringen gick så långt att det i juni 1922, med andra ord innan avtalet skulle träda i kraft den 6 december 1922, utbröt ett regelrätt inbördeskrig mellan den reguljära Irländska republikanska armén (engelska: Irish Republican Army, iriska: Óglaigh na hÉireann) och de irreguljära delar av IRA (engelska: The Irregulars) som var motståndare till avtalet. I maj 1923 stod fristatens regering, det vill säga den sida som stött avtalet, som segrare i konflikten. Den splittring som inbördeskriget medförde finns fortfarande representerad som en dimension inom irländsk politik, bland annat genom de politiska partierna Fine Gael och Fianna Fáil, vilka är direkta arvtagare till avtals- respektive motståndarsidan.
Genom att Anglo-irländska avtalet trädde i kraft skulle inte heller de tilltänkta gemensamma institutionerna enligt självstyrelselagen komma att fungera så som det var avsett. Istället inrättades den 12 december 1922 posten som Nordirlands guvernör (engelska: Governor of Northern Ireland) under vilken det nya Nordirlands kronråd (engelska: Privy Council of Northern Ireland) skulle sammanträda. Den unioniststyrda riksdelen fick genom detta motsvarande institutioner i Belfast, vilka gjorde det politiska styret där till en miniatyr av regering och parlament i London, trots att deras önskemål ursprungligen gått ut på att förbli styrda från Westminster.

## Från fristat till republik

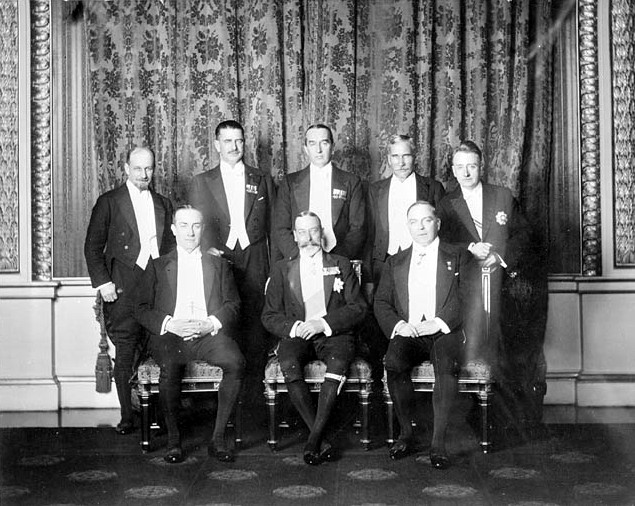
Kung Georg V och hans premiärministrar vid Imperiekonferensen 1926. Stående, från vänster: Monroe (Newfoundland), Coates (Nya Zeeland), Bruce (Australien), Hertzog (Sydafrikanska unionen), Cosgrave (Irländska fristaten). Sittande: Baldwin (Förenade kungariket), Georg V, King (Kanada).

Genom Anglo-irländska avtalet hade Irländska fristaten uppnått det mått av oberoende som var möjligt att nå som en del av Brittiska imperiet. Imperiets självstyrande dominier hade dock inte fullständig lagstiftningsfrihet, eftersom deras generalguvernörer kunde ta emot instruktioner från både monarken och från den brittiska regeringen och genom detta kunde förhindra lagstiftning genom att inte ge sanktion, vilket effektivt sett innebar en vetorätt mot lokala lagar. Parlamentet i Westminster hade dessutom rätt att lagstifta lokalt för varje del av imperiet utan att behöva inhämta något godkännande från de som berördes.
Under Imperiekonferensen 1926 enades man dock om att dominiernas generalguvernörer inte längre skulle få ta emot instruktioner från regeringen i London, utan att denne endast skulle vara monarkens personlige representant. Detta uttrycktes i den så kallade Balfourdeklarationen i rapporten från konferensen, och innebar att den brittiska regeringen gav upp rätten att lägga in veto mot lagstiftning i Australien, Kanada, Irländska fristaten, med flera. Ett annat resultat av imperiekonferensen var Titulärakten 1927 (engelska: Royal and Parliamentary Titles Act 1927) som dels ändrade imperieparlamentets namn till Förenade konungariket Storbritannien och Nordirlands parlament (engelska: Parliament of the United Kingdom of Great Britain and Northern Ireland), samt gav befogenhet åt monarken att ändra sin titulatur. Förenade kungariket var fortfarande samma stat som upprättats 1801 och ändringen av parlamentets namn var så nära man kom att anta ett nytt namn för statsbildningen. Formellt kallas statsbildningen efter parlamentets namnbyte för Förenade konungariket Storbritannien och Nordirland (engelska: United Kingdom of Great Britain and Northern Ireland), medan kortformen Förenade kungariket (engelska: United Kingdom) förblev den samma.
Genom antagande av Westminsterstatuten 1931 fick de lokala parlamenten i dominierna också fullständig lagstiftningsfrihet, då Förenade kungarikets parlament inte längre skulle kunna lagstifta å deras vägnar utan att först inhämta godkännande. Genom Balfourdeklarationen och Westminsterstatuten fick Irländska fristaten de verktyg som behövdes för att utan inblandning från London själv kunna göra ändringar i sin egen författning. Fristaten utnyttjade denna nyvunna frihet till att bland annat avskaffa trohetseden, vilket inneburit att fristatens huvudsakligen republikanska parlamentsledamöter behövt svära trohet mot den brittiska monarkin. I samband med den kris som uppstod vid Edvard VIII:s abdikation från tronen tog man steget fullt ut, antog en helt ny konstitution och utropade 1937 en ny stat. Invånarna i fristaten hade haft separata pass, men uppbar fortfarande brittiskt medborgarskap. Konstitutionen introducerade ett irländskt medborgarskap skilt från det brittiska. Den nya statsbildningen behöll en roll för monarkin som sin representant gentemot andra stater, men tillsatte samtidigt en president vilket gjorde det oklart om det egentligen rörde sig om en monarki eller ej. Frågan fick sin lösning i oktober 1948 då de återstående plikterna för monarkin avskaffades och man förklarade sig som varande Republiken Irland (iriska: Poblacht na hÉireann, engelska: Republic of Ireland). Det brittiska parlamentet deklarerade i april 1949 att "Eire" (sic) hade upphört att vara del av den brittiske monarkens besittningar (engelska: the part of Ireland heretofore known as Eire ceased to be part of His Majesty’s dominions), och genom att lämna Samväldet erhöll man det oberoende som gjorde att man på egen hand kunde börja upprätta diplomatiska relationer och på så sätt få ett erkännande som en självständig stat i sin egen rätt.

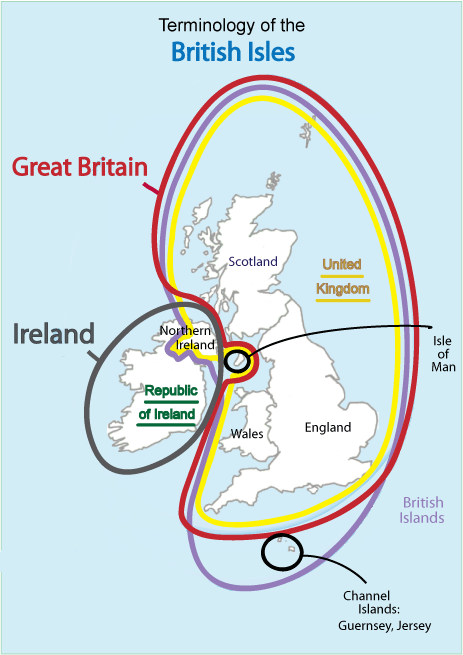
Irland består av Republiken Irland och
Förenade konungariket Storbritannien och Nordirland, där Nordirland utgör en självstyrande riksdel.

I författningen från 1937 antogs officiellt det iriska namnet Éire (svenska: Irland), och på engelska Ireland (svenska: Irland) vilka fortfarande är de namn den irländska regeringen primärt använder sig av. Initialt användes i första hand Éire, då man ville lyfta fram det iriska språket som överordnat engelskan. Exempelvis har iriska i författningen den primära ställningen som första nationellt språk, medan engelska endast har en sekundär ställning som ett andra nationellt språk. Över tid har dock den engelska formen Ireland blivit vanligast, och Éire förekommer nästan enbart i de fall där namnet skall anges på iriska. Sedan iriska 2007 blev ett av Europeiska unionens officiella arbetsspråk skriver man regelmässigt ut bägge språkformerna. Iriska blev ett officiellt fördragsspråk redan vid EU-medlemskapet 1973, men före 2007 användes vanligen enbart den engelska formen i det dagliga arbetet.
I konstitutionen från 1937 gjorde republiken dels anspråk på att företräda den irländska nationen (engelska: The Irish nation), och dessutom förklarades att det nationella territoriet utgjordes av hela ön Irland, dess öar och territorialvatten (engelska: The national territory consists of the whole island of Ireland, its islands and the territorial seas.) Udden var tydligt riktad mot den brittiska närvaron i Irland och innebar ett underkännande av legitimiteten hos självstyret i Nordirland. Det brittiska parlamentet hade genom Westminsterstatuten släppt både lagstiftningsmakten och slutligen 1949 det fulla oberoendet till en självständig irländsk republik. Vad man dock inte accepterade var de irredentistiska anspråk på den brittiskkontrollerade delen av Irland som republiken ställde i sin konstitution. Den brittiska regeringen kunde inte heller acceptera någon annan användning av namnet Irland (engelska: Ireland) än som en beskrivning av hela Irland. Detta innebar att man i lagstiftning och i folkrättsliga sammanhang föredrog att använda det iriska namnet Éire, alternativt benämningen Republic of Ireland (svenska: Republiken Irland) efter 1949. Den irländska regeringen accepterade dock inte att namnformen Republic of Ireland användes i mellanstatliga avtal och därigenom fortsatte man använda namnet Éire vid officiella kontakter med London, även efter det att man i huvudsak övergått till att använda namnformen Ireland vid engelskspråkiga bi- och multilaterala kontakter utanför Samväldet.
Efter det oberoende som erhållits 1949 fanns Sverige med bland de stater som tidigt gav ett folkrättsligt erkännande av självständigheten och som man upprättade diplomatiska relationer med. I publikationen Utrikes namnbok från Utrikesdepartementet görs det inte någon skillnad mellan kortform och formellt namn vad gäller "Irland" i listan över erkända stater. I skriftserien Landguiden väljer dock Utrikespolitiska Institutet att använda "Republiken Irland" som officiellt namn och för att kunna skilja landet från ön.

## Hamnar, vattenvägar och territorialvatten
I enlighet med Anglo-irländska avtalet behöll britterna suveränitet och kontroll över de militära hamninstallationerna i Berehaven, Queenstown och Lough Swilly även efter fristatens bildande 1922. Amiralitetet hade begärt att undantag skulle göras för den brittiska flottans baser i Irland, då de hade varit viktiga vid bekämpningen av tyska ubåtar under första världskriget. De tre avtalshamnarna (engelska: Treaty Ports) var inte arrenderade militärbaser, utan utgjorde suveränt brittiskt territorium vilket låg utom fristatens kontroll, på motsvarande sätt som de suveräna basområdena Akrotiri och Dhekelia folkrättsligt existerar utanför Republiken Cyperns territorium på Cypern. Den irländska regeringen var dock angelägen om att även hamnarna skulle överlämnas och den brittiska regeringen gick 1938 dem till mötes, men Winston Churchill tillhörde de som starkt kritiserade detta avtal när det debatterades i parlamentet, året före andra världskrigets utbrott.
Anglo-irländska avtalet stadgade också om att en irländsk gränskommission (engelska: Irish Border Commission) skulle upprättas för att demarkera gränsen mellan Irländska fristaten och Nordirland, i det fall att Nordirland åberopade rätten att stanna kvar i unionen. Kommissionen gjorde gränsjusteringar, men var gränsen
egentligen skulle gå vid floden Foyle, fjordarna Lough Foyle och Carlingford Lough förblev en öppen fråga.
Den irländska självstyrelselagen från 1920 hade definierat Nordirland som sex stycken av Irlands 32 grevskap, vilket givit självstyrelseregionen Sydirland kontroll över resterande 26 grevskap. Irländska fristaten skulle till skillnad från Sydirland vara en egen stat med militära styrkor och kontroll över sitt eget territorium, inklusive territorialvatten. Eftersom hela Irland enligt Anglo-irländska avtalet lämnat unionen, och självstyret i Nordirland endast var definierat till det landområde som grevskapen utgjorde, resonerade regeringen i Dublin att territorialvattnet runt hela ön, inklusive utomliggande öar tillhörde fristaten. Genom Irlands konstitution lade den statsbildning som efterträdde fristaten 1937 anspråk på hela Irland, inklusive territorialvatten och öar. Förenade konungariket Storbritannien och Nordirland kontrollerade Nordirland, men anspråket på territorialvattnen utanför Nordirland föreföll oemotsagt i förhållande till fredsavtalet från 1922 och självstyrelselagen från 1920.
Efter att den irländska regeringen avskaffat monarkin och förklarat sig som republik 1948, tillsatte den brittiska regeringen en snabbutredning om åtgärder som skulle kunna vidtas i samband med detta. De olösta gränsfrågorna angående Lough Foyle, vilken utgjorde inloppet till Londonderrys hamn, och Carlingford Lough var särskilt känsliga, men även den övergripande frågan om det irländska anspråket på territorialvattnen utanför Nordirland beaktades. I slutändan bedömdes dock risken som låg för att Republiken Irland, trots retoriken, verkligen skulle göra allvar av att försöka förhindra eller begränsa brittiskt tillträde till Nordirland sjövägen. Republiken Irland uppnådde sin oavhängighet när brittiska parlamentet i april 1949 förklarade att republiken lämnat samväldet och inte längre lydde under den brittiske monarken, utan att ange några ytterligare krav om precisering av territorialvattengränserna.
Genom Långfredagsavtalet från 1998 placerades förvaltningen av vattenvägarna i hela Irland (engelska: All-Ireland) under den gemensamma myndigheten Irlands vattenvägar (engelska: Waterways Irland, iriska: Uiscebhealaí Éireann; ulsterskotska: Watterweys Airlann), vilken lyder under Ministerrådet Nord–Syd, respektive Brittiska-irländska regeringskonferensen. Frågan i sig, om en formell gränsdragning mellan Republiken Irland och Förenade kungariket, avseende Irlands territorialvatten, är dock fortfarande olöst.

## Jurisdiktioner
Irland består av två olika jurisdiktioner som har rätt att lagstifta inom varsin del av territoriet. Även om den självständiga stat som omfattar 26 av öns grevskap folkrättsligt, det vill säga i umgänget med andra stater, använder sig av namnet Irland, är det begreppet Republiken Irland (engelska: Republic of Ireland) som används för att man skall kunna förklara vilket område av hela Irland som man faktiskt har kontroll över. Den irländska konstitutionen hänvisar explicit till att man utövar jurisdiktion över samma område som gällde omedelbart före konstitutionens ikraftträdande, det vill säga det territorium som löd under Irländska fristaten mellan 1922 och 1937, men utan att nämna fristaten vid namn.
Jurisdiktion över de sex nordliga grevskapen av Irland utövas av Förenade konungariket Storbritannien och Nordirland, som under olika perioder har delegerat makt från parlamentet i Westminster till lokala självstyren i Nordirland. Nordirland representerar inom Förenade kungariket återstoden av det Irland som år 1801 bildade union med Storbritannien. Hemstyre (engelska: home rule) utövades mellan 1921 och 1972 av Nordirlands parlament, men 1998 upprättandes en ny form av delegerat självstyre (engelska: devolution) med en lagstiftande församling och en regering där maktutövningen bygger på konsensusmodellen, istället för strikt majoritetsstyre. Mellan 1972 och 1998 styrdes landsändan direkt från London, förutom två kortvariga försök att återupprätta lokalt självstyre 1973-74 och 1982-86.
| Jurisdiktion      | Folkrättslig benämning                              | Huvudstad | Befolkning   | Yta        | Grevskap |
| ----------------- | --------------------------------------------------- | --------- | ------------ | ---------- | -------- |
| Republiken Irland | Éire/Irland                                         | Dublin    | 4,6 miljoner | 70 182 km² | 26       |
| Nordirland        | Förenade konungariket Storbritannien och Nordirland | Belfast   | 1,8 miljoner | 13 843 km² | 6        |
| Irland (hela)     | Långfredagsavtalet                                  | Armagh    | 6,4 miljoner | 84 025 km² | 32       |

Det faktum att konstitutionen anger Irland (iriska: Éire, engelska: Ireland) som officiellt namn på den statsbildning som har jurisdiktion över 26 av Irlands 32 grevskap har på vissa ställen lett fram till en uppfattning att begreppet "Irland" skulle vara identiskt med statsbildningen. På Irland har detta lett till ett ifrågasättande, inte bara huruvida Nordirland skulle vara del av Irland, utan även huruvida ens republikanska nationalister i Nordirland skulle vara irländare enligt denna mening. Föreställningen, som brukar beskrivas som partitionism, härrör ur en ovilja bland nationalister boende i republiken att använda begreppet Republiken Irland (iriska: Poblacht na hÉireann, engelska: Republic of Ireland) för att referera till den stat man bor i, till förmån för användande av det officiella namnet Irland. Partitionism har blivit ett skällsord inom irländsk politik om att vissa grupper skulle ha förlikat sig med det faktum att man inte kommer att uppnå ett politiskt enat Irland omfattande hela Irland.
| ” | The Constitution says that the name of the State is Ireland, and Éire in the Irish language. Quite against the intentions of the framers of the Constitution, this has led to an identification of Ireland with only 26 of our 32 counties in the minds of many people. | „ |

## Långfredagsavtalet
Genom Långfredagsavtalet (engelska: Good Friday Agreement, iriska: Comhaontú Aoine an Chéasta, ulsterskotska: Guid Friday Greeance) nådde de inblandade parterna i Nordirlandkonflikten fram till en överenskommelse om hur man skulle kunna enas och upprätta ett långsiktigt fungerande fredligt samarbete i hela Irland. Avtalet består av två separata dokument, vilka bägge skrevs under den 10 april 1998 i Belfast:

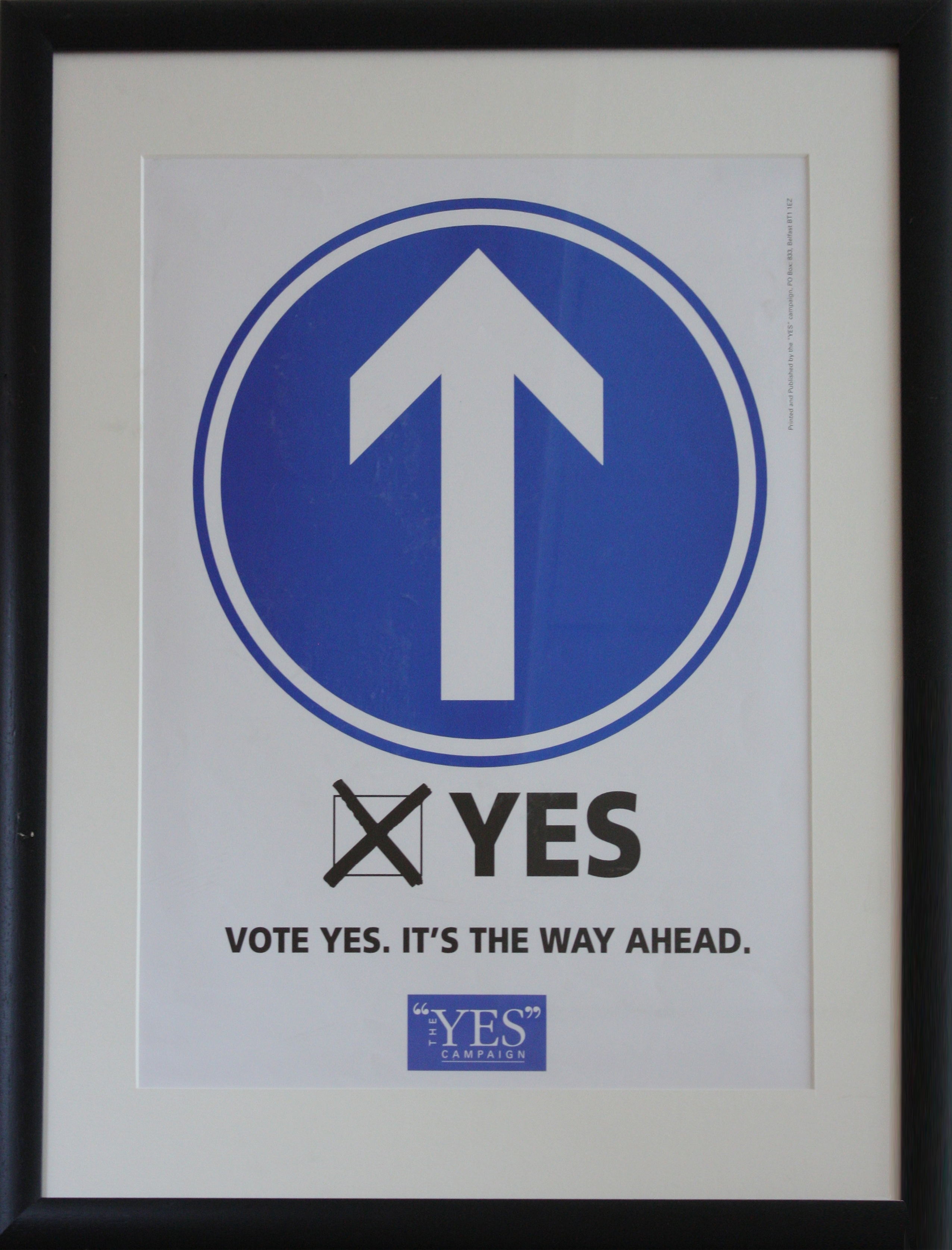
Kampanjaffisch för ja-sidan vid de samtidiga folkomröstningarna om Långfredagsavtalet i Nordirland och Republiken Irland.

- En flerpartsöverenskommelse mellan de politiska partierna i Nordirland (engelska: The Multi-Party Agreement).[57]
- En internationell överenskommelse mellan de brittiska och irländska regeringarna (engelska: The British-Irish Agreement).[58]

Förhandlingarna om flerpartsöverenskommelsen mellan de politiska partierna hade skett inom den 1996 direktvalda församlingen kallad Nordirlandforum (engelska: North Ireland Forum) där de tio största partierna i Nordirland var garanterade representation. Överenskommelsen stöddes av samtliga representerade partier, förutom två unionistiska partier som drog sig ur samtalen. Den internationella överenskommelsen inom Långfredagsavtalet ingicks mellan Förenade kungariket och Republiken Irland, två etablerade regeringar vilka existerar som ett resultat av Irlands delning, till skillnad från Anglo-irländska avtalet där parterna uppträtt som representanter för hela Storbritannien respektive hela Irland, det vill säga samma uppdelning som fördragsparterna inom unionen från 1801.
Avtalet i sin helhet bestod av en komplex serie av överenskomna åtgärder, inom vardera tre huvudområden:
1. Nordirlands status och självstyrelse inom Förenade kungariket. (engelska: Strand One)
2. Relationerna mellan Nordirland och Republiken Irland. (engelska: Strand Two)
3. Relationerna mellan Republiken Irland och Förenade kungariket. (engelska: Strand Three)

Frågor rörande medborgerliga rättigheter, rättigheter kopplade till kulturella identiteter, avrustning av nationalistiska och lojalistiska väpnade grupper, samt polis- och rättsfrågor var centrala i avtalet. Det andra huvudområdet (engelska: Strand Two), vilket för första gången ställde i utsikt upprättande av gemensamma politiska institutioner omfattande hela Irland, var avgörande dels för att de republikanska partierna i Nordirland, men även för att regeringen i republiken skulle överväga att stödja ett nytt fredsavtal. Inom det tredje huvudområdet (engelska: Strand Three) skulle förutom de två direkt inblandade staterna även ges plats åt de brittiska självstyrande områdena Nordirland, Skottland, Wales, Isle of Man, Jersey och Guernsey.
Den 22 maj 1998 gick väljare i hela Irland till valurnorna för att rösta om avtalet. I Nordirland hölls en folkomröstning huruvida väljarna stödde flerpartsöverenskommelsen mellan de olika politiska partierna. I republiken hölls en folkomröstning huruvida väljarna stödde att Republiken Irland skulle underteckna avtalet, samt vidta de konstitutionella ändringar som krävdes för att kunna signera den internationella överenskommelsen. Långfredagsavtalet fick ett godkännande i de bägge folkomröstningarna, vilket var en förutsättning för att kunna gå vidare i processen.
Efter resultaten i de bägge folkomröstningarna gick den brittiska regeringen vidare och upphävde självstyrelselagen från 1920 så som den hade gällt i Nordirland. Den irländska regeringen gick vidare och implementerade det nittonde författningstillägget som godkänts i folkomröstningen, vilket avlägsnade anspråket på överhöghet över Nordirland från republikens konstitution.
De författningsmässiga ändringarna banade väg för vidare implementering inom vart och ett av de tre huvudområdena där följande institutioner skapades:
1. Nordirlands självstyre:[64]

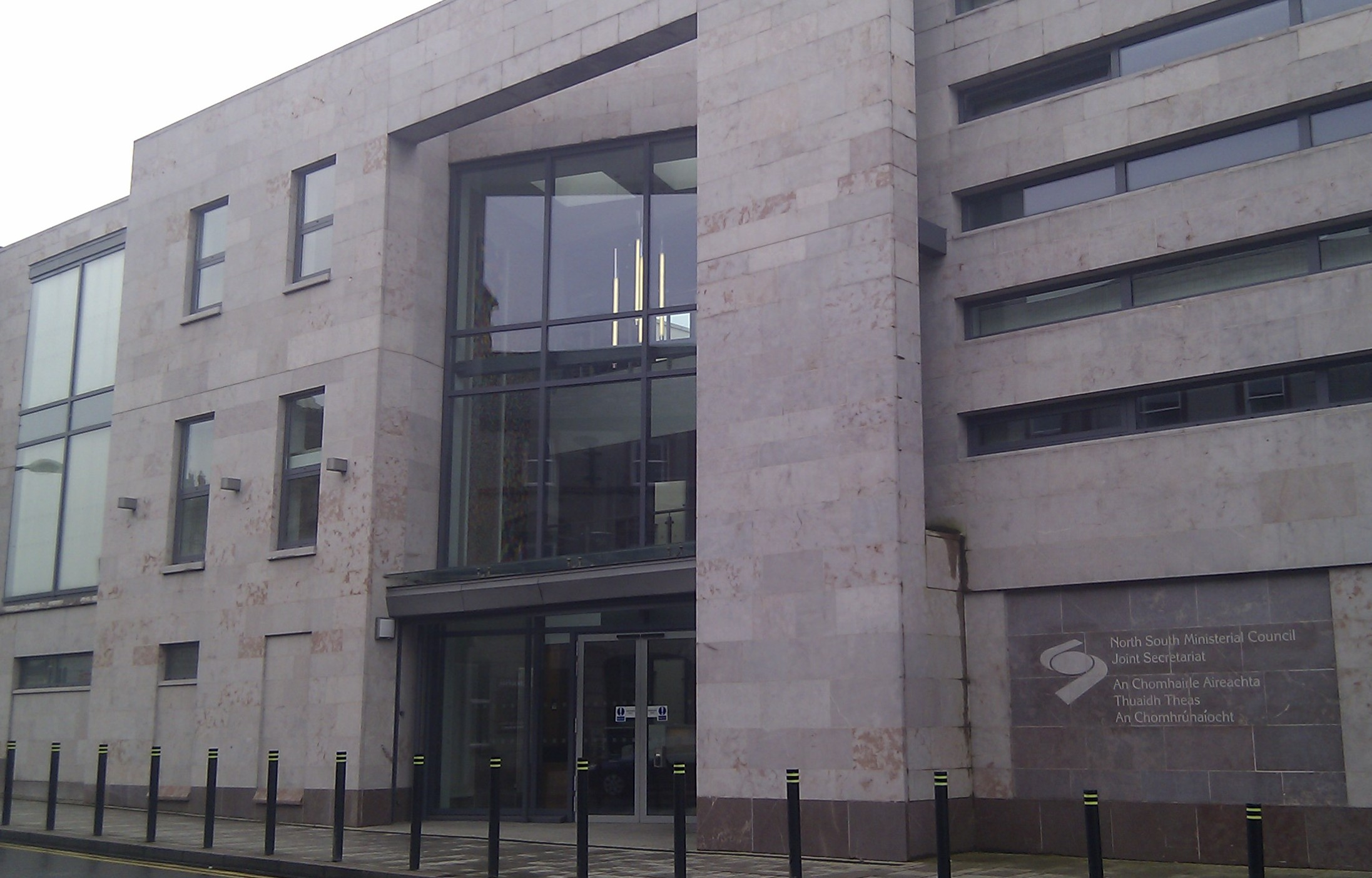
Ministerrådet Nord–Syd har sitt säte i Armagh, Nordirland.

  - Nordirlands (lagstiftande) församling (engelska: Northern Ireland Assembly)
  - Nordirlands verkställande (regering) (engelska: Northern Ireland Executive)
2. Relationer mellan Nordirland och Republiken Irland[19][47][62]
  - Ministerrådet Nord–Syd (engelska: North/South Ministerial Council)
  - Interparlamentariska föreningen Nord–Syd (engelska: North/South Inter-Parliamentary Association)
  - Konsultativa forumet Nord–Syd (engelska: North/South Consultative Forum)
3. Relationer mellan Republiken Irland och Förenade konungariket Storbritannien och Nordirland[55][47][62]
  - Brittisk-irländska regeringskonferensen (engelska: British–Irish Intergovernmental Conference)
  - Brittisk-irländska rådet (engelska: British–Irish Council)
  - Brittisk-irländska parlamentarikerförsamlingen (engelska: British–Irish Parliamentary Assembly)

Genom Långfredagsavtalet skapades förutom de två existerande jurisdiktionerna också en tredje dimension omfattande hela Irland (engelska: All-Ireland). De utförande-myndigheter, eller mini-ministerier (engelska: implementation bodies), som lyder direkt under Ministerrådet Nord–Syd skall utöva sin verksamhet på en basis som omfattar hela ön (engelska: all-island), och över gränsen (engelska: cross-border) mellan jurisdiktionerna. Ministerrådet Nord–Syd är beroende av att självstyrelseorganen i Nordirland fortsätter att fungera som avsett. Exempelvis då självstyret i Nordirland var suspenderat mellan 2002 och 2007 övertogs ministerrådets ansvar och uppgifter istället av Brittisk-irländska regeringskonferensen.
Självstyret i Nordirland i enlighet med Långfredagsavtalet kunde dock återupptas 2007, efter att St Andrews-överenskommelsen slutits mellan parterna. I överenskommelsen accepterande bland annat Democratic Unionist Party, ett av de partier som dragit sig ur fredssamtalen om Långfredagsavtalet på grund av att partier med koppling till republikanska väpnade grupper som IRA fått ingå, att ändå sätta sig i en ny reformerad självstyrelseregering tillsammans med företrädare för sådana partier. Det republikanska partiet Sinn Féin, vilka just förknippats som den politiska grenen av Provisoriska IRA, accepterade i sin tur att stödja den nya reformerade polismyndigheten, vilken ersatt den tidigare och mycket omtvistade polismyndigheten Royal Ulster Constabulary, samt stöd för domstolar och rättsväsen, vilket banade väg för dem in i självstyrelseregeringen och ett återupprättat självstyre i Nordirland.

## Irlands delning

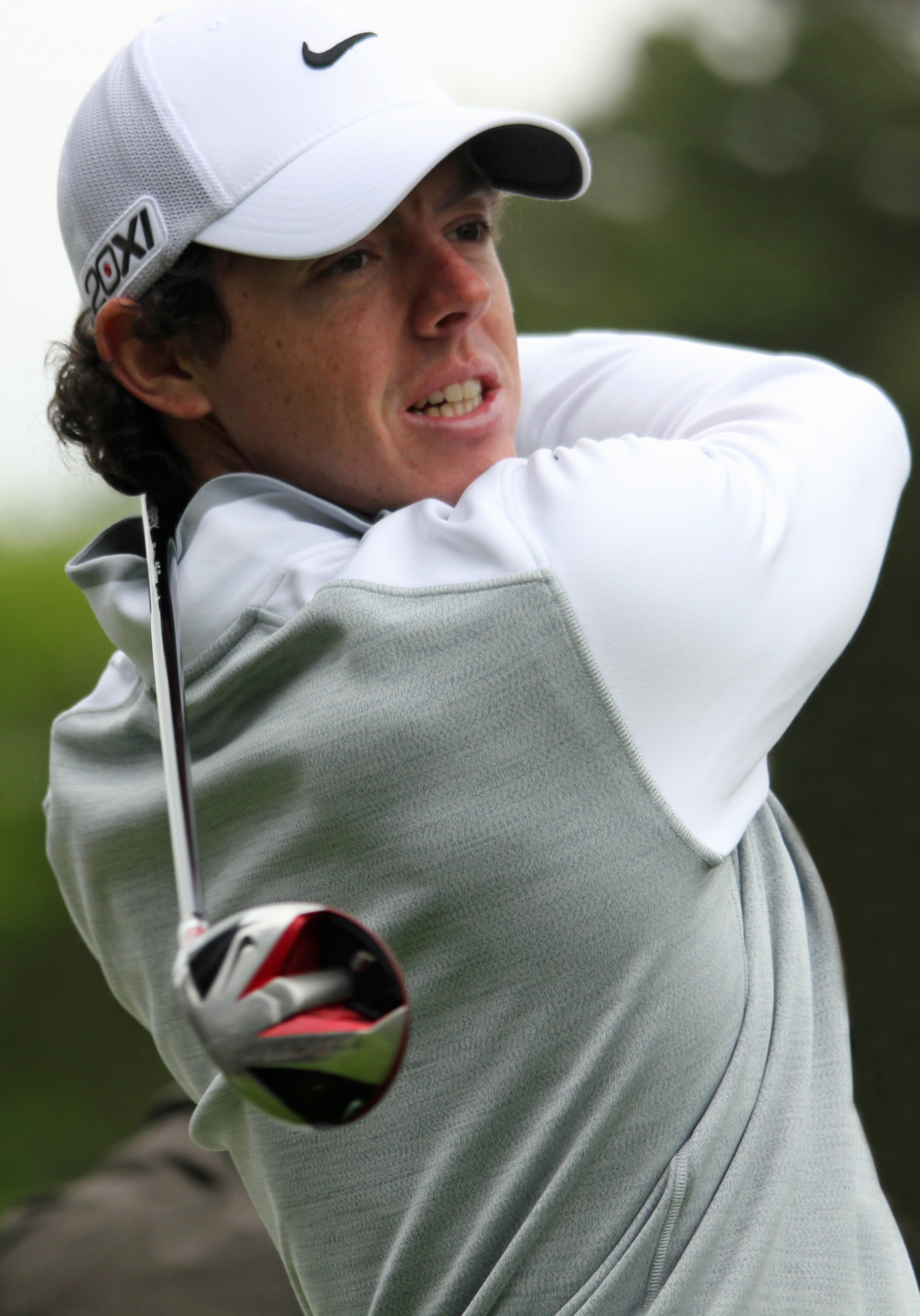
Rory McIlroy kan i likhet med andra nordirländare välja att antingen tävla för Irlands lag, eller Storbritanniens (Team GB), när golf blir en OS-gren 2016.

Irland kallas eller kan upplevas som delat i jämförelse med:
- Förhoppningar om att bilda ett politiskt enat och oberoende Irland som omfattar hela Irland.
- Kungariket Irland som omfattade hela Irland innan det 1801 gick i union med Kungariket Storbritannien.[50]
- Att Irland fram till 1921 utgjorde en sammanhållen riksdel och hemmanation inom Förenade konungariket Storbritannien och Irland.[9]
- Att Irländska republiken existerade som utbrytarstat med åberopande av hela Irlands territorium, från självständighetsförklaringen 1919 fram till fristatens bildande 1922.[26]
- Existensen av all-irländska myndigheter som Irlands vattenvägar vilken styrs av Ministerrådet Nord–Syd, i enlighet med Långfredagsavtalet.[62]
- Förekomsten av all-irländska landslag vilka representerar hela Irland som en nation, exempelvis herrlandslaget i rugby union.[69]
- Föreställningen om en enda irländsk nation, som i enlighet med republikens konstitution ger berättigande till irländsk nationalitet oavsett var i Irland någon fötts.[70]
- Att både romersk-katolska och irländska kyrkan har all-irländska organisationer, respektive med varsin ärkebiskop i Armagh som hela Irlands primas.[71][72]
- Att republikanska legitimister hävdar att den all-irländska republik som utropades under Påskupproret 1916 fortfarande existerar, och att de därför inte erkänner någon annan statsmakt på ön.[22]
- Att Republiken Irland sedan det 19:e författningstillägget antogs 1998 officiellt erkänner både existens och berättigande av ytterligare en jurisdiktion på ön (till dess att hela Irland skulle kunna enas med fredliga medel och med stöd av demokratiska majoriteter i bägge delar).[18]